# Шломо Авінері
Шломо Авінері (івр. שלמה אבינרי; 30 серпня 1933, Бельсько, Польща — 1 грудня 2023) — ізраїльський політолог й історик політичної філософії, фахівець з філософії Маркса, Гегеля і теоретиків сіонізму. Генеральний директор МЗС Ізраїлю (1976—1977), професор Єврейського університету, лавреат Державної премії Ізраїлю (1996), премії ЕМЕТ (2013), член Ізраїльської та Польської академій наук.

## Біографія
Народився 1933 року в Бельсько (Польща) у сім'ї вихідців із Відня. Батько — за фахом бухгалтер, учасник сіоністського руху. 1939 року сім'я емігрувала в підмандатну Палестину, де Шломо закінчив початкову школу імені Вейцмана в Герцлії і гімназію «Шалва» в Тель-Авіві.
Вивчав політологію й історію в Єврейському університеті, де 1964 року захистив докторську дисертацію на тему «Концепція революції». У 1960—1961 роках також навчався у Лондонській школі економіки та політичних наук. 1959 року почав викладати в Єврейському університеті, де з 1969 до 1972 рік очолював відділення політології. 1971 року здобув звання професора, у 1974—1976 роках обіймав посаду декана факультету суспільних наук.
У 1976—1977 роках обіймав посаду генерального директора МЗС Ізраїлю (партія «Лікуд» марно намагалася перешкодити призначенню на цю посаду Авінері, який на той момент висловлювався за створення палестинської держави на Західному березі Йордану). Очолював ізраїльську делегацію на Генеральній асамблеї ЮНЕСКО. Пізніше повернувся до викладання, у 1999—2001 роках очолював Інститут європейських досліджень в Єврейському університеті. З 2001 року емерит.
Крім Єврейського університету, був заїжджим професором в Оксфордському, Єльському, Каліфорнійському, Корнеллському, Північно-Західному, Весліанському, Центрально-Європейському університетах, Міському університеті Нью-Йорка й Австралійському національному університеті. Вів дослідницьку роботу в Центрі Вудро Вільсона, Фонді Карнеґі, Інституті Брукінгс, Інституті світової економіки та міжнародних відносин та будапештському Колегіумі.
Авторитет Авінері як політолога зумовив його включення до міжнародних наглядових органів на перших з часів Другої світової війни демократичних виборах в Угорщині, Чехословаччині й Естонії. Був одружений, мав доньку. Помер у грудні 2023 року, похований на цвинтарі Гар га-Менухот (Єрусалим).

## Наукова робота
Здобув популярність як дослідник філософії Карла Маркса, публікував дослідження різних аспектів доктрини Маркса з 1960-х років у різних міжнародних наукових журналах. Монографія «Соціальна та політична теорія К. Маркса» (1968) перекладена англійською, італійською та японською мовами. Переклав на іврит низку ранніх праць Маркса. Входив у міжнародну редакцію Повного критичного зібрання творів К. Маркса та Ф. Енгельса, виданого Міжнародним інститутом соціальної історії (Амстердам). У монографії «Гегелівська теорія сучасної держави» (1973) полемізував з К. Поппером, який розглядав Гегеля як духовного попередника тоталітарних режимів XX століття.
З початку 1970-х років («Ізраїль і палестинці», 1970) займався аналізом політичної та соціально-психологічної ситуації на Близькому Сході. Аргументував необхідність створення палестинської держави як умов мирного врегулювання на Близькому Сході. З 1980-х років працював в галузі історії єврейської політичної думки й ідеології сіонізму, особливу увагу приділяв доктринам Теодора Герцля та Мойсея Гесса. До цього періоду відносяться праці «Сіоністська ідея в її різномаїтті» (1982), «Мойсей Гесс — пророк комунізму та сіонізму» (1984), «Арлозоров» (1991), «Герцль» (2008). У 1990-і роки присвячував праці темі глобальних і регіональних наслідків розпаду СРСР і соціалістичного блоку.

## Визнання
Лавреат премії Нафталі в галузі економіки та суспільних наук від мерії Тель-Авіва (1977) за книгу «Гегелівська теорія сучасної держави» та премії Present Tense Award від організації American Jewish Communities (1982). 1996 року став лавреатом Премії Ізраїлю в галузі політології. 2006 року отримав нагороду за досягнення кар'єри від Ізраїльської асоціації політологів. У 2009 році Авінері присуджено премію Бублика, що надається раз на два роки Єврейським університетом, за заслуги в розвитку Держави Ізраїль. У 2013 році відзначений премією ЕМЕТ, ставши першим політологом серед її лавреатів.
Член Ізраїльської академії природничих та гуманітарних наук з 2011 року й іноземний член Польської академії наук з 2013 року. Почесний доктор Інституту Вейцмана (2010). Командор ордена Зірки італійської солідарності (2009).